# Арредондо, Хулиан
Хулиа́н Дави́д Арредо́ндо Море́но (исп. Julián David Arredondo Moreno; род. 30 июля 1988, Сьюдад-Боливар) — колумбийский профессиональный шоссейный велогонщик, выступающий за команду Trek Factory Racing. Горный король Джиро д’Италия.

## Карьера
В юниорском возрасте, в 2006 году, Арредондо стал чемпионом Колумбии в своей возрастной категории. После этого несколько лет выступал на Родине. Но в 2012 году подписал контракт с японской профессиональной командой Team Nippo, в составе которой выступал на протяжении двух сезонов.
За это время колумбиец зарекомендовал себя хорошим горовосходителем. Дважды он становился «горным королём» на Туре Кумано и выигрывал эту же номинацию на Туре Японии. В 2013 году Арредондо выиграл одну из основных азиатских гонок — Тур Лангкави, проходивший по дорогам Малайзии.
Успехи колумбийца не остались незамеченными и в 2014 году он перешёл в команду высшего дивизиона Trek Factory Racing. Уже в январе он выиграл в составе новой команды два этапа Тура Сан Луиса, но в общем зачете стал четвёртым. В начале весны Арредондо занял пятое место на Тиррено — Адриатико, был близок к успеху на Льеж — Бастонь — Льеж, но его парный отрыв с Доменико Поццовиво был нейтрализован за несколько километров до финиша.
В мае Арредондо дебютировал на Джиро, занял призовое третье место на пятом этапе, но уже на следующем этапе попал в завал и проиграл более 18 минут в общем зачёте. Благодаря этому колумбиец смог беспрепятственно отбираться в отрывы и бороться за синюю майку горного короля. После восьмого этапа Арредондо захватил эту маку и сохранил её до конца гонки. При этом он в сольном стиле выиграл горный 18-й этап с финишем на горе первой категории Вальсугана.

## Достижения
2006
 Чемпионат Колумбии среди юниоров
2007
1-й этап  Clásica Marinilla
2010
1-й GP Folignano — Trofeo Avis
2012
2-й Тур Японии
1-й  Горный зачёт
1-й 3 этап
2-й Тур Кумано
1-й  Горный зачёт
1-й 2 этап
4-й Кубок Японии
2013
1-й  Тур Лангкави
1-й 5 этап
1-й  Тур Кумано
1-й  Горный зачёт
1-й 2 этап
2-й Тур Японии
 Лучший молодой гонщик
4-й Кубок Японии
9-й Джиро дель Аппенино
2014
3-й Gran Premio Città di Camaiore
4-й Тур Сан Луис
11-й этапы 2 и 6
5-й Тиррено — Адриатико
Джиро д’Италия:
18-й этап
 Горная классификация